# Дереволаз-серподзьоб
Дереволаз-серподзьоб (Campylorhamphus) — рід горобцеподібних птахів родини горнерових (Furnariidae). Представники цього роду мешкають в Центральній і Південній Америці.

## Види
Виділяють чотири види:
- Дереволаз-серподзьоб середній (Campylorhamphus trochilirostris)
- Дереволаз-серподзьоб темнолобий (Campylorhamphus falcularius)
- Дереволаз-серподзьоб амазонійський (Campylorhamphus procurvoides)
- Дереволаз-серподзьоб малий (Campylorhamphus pusillus)

Великого дереволаза-серподзьоба раніше відносили до роду Campylorhamphus, однак за результатами молекулярно-генетичного дослідження він був переведений до новоствореного монотипового роду Drymotoxeres.

## Етимологія
Наукова назва роду Campylorhamphus походить від сполучення слів дав.-гр. καμπυλος — вигнутий і ῥαμφος — дзьоб.